# Neubau

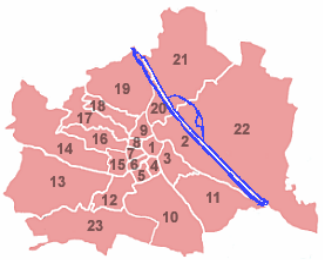
Wiens distrikt. Neubau har nummer 7.

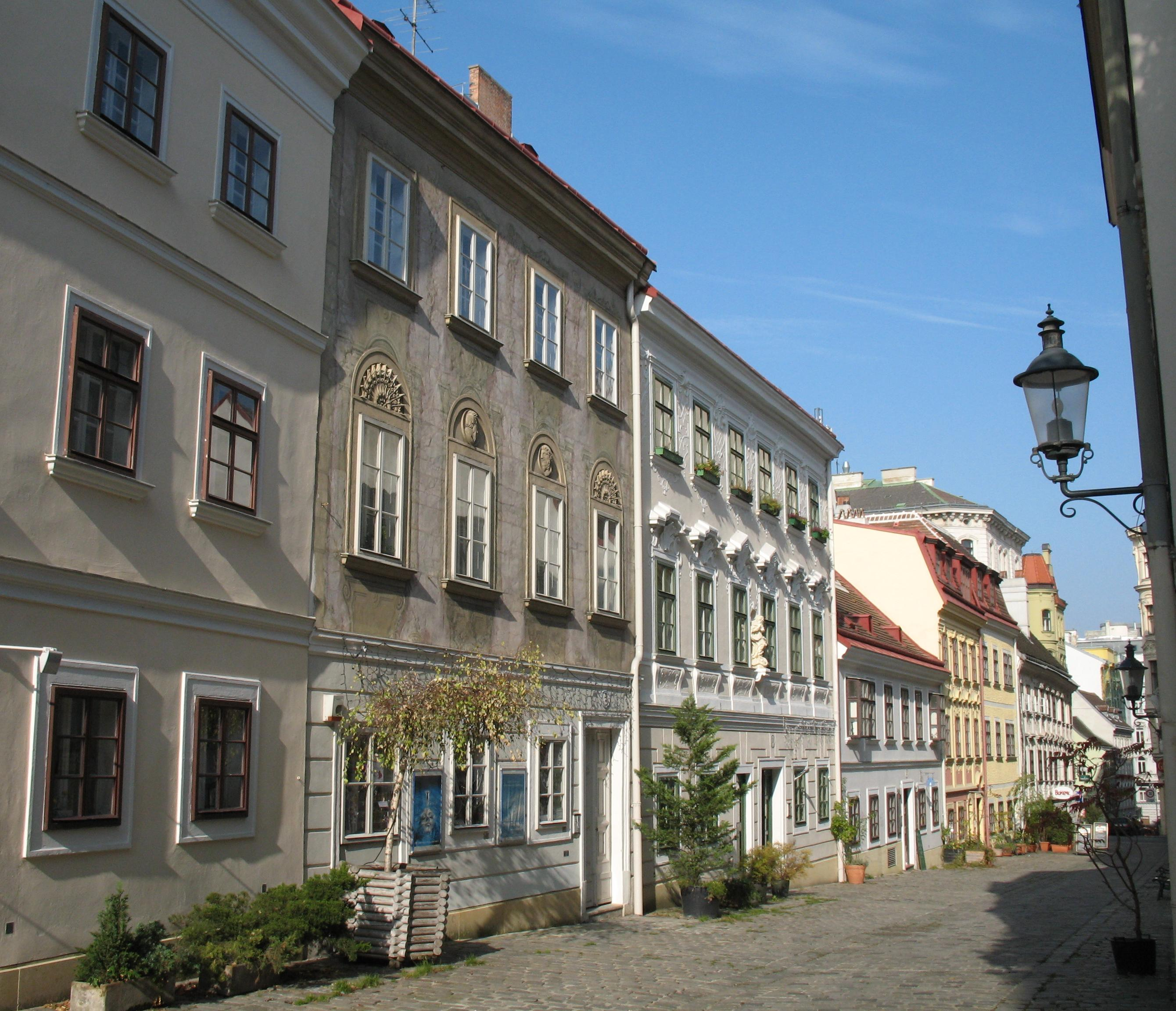
Spittelberggasse i Neubau

Neubau är ett distrikt (tyska: Gemeindebezirk) i Österrikes huvudstad Wien. Wien är indelat i 23 distrikt och Neubau har distriktsnummer 7. Genom stadsdelen går Neubaugasse, som är dess huvudgata.
Antalet invånare 2022 är 33 300. Arean är 1,61 kvadratkilometer.
I Neubau hittar man konstnärskvarteret Spittelberg och MQ (Museumsquartier). 

## Geografi
Neubau befinner sig direkt väster om innerstaden (Wiens första bezirk), mellan det sjätte (Mariahilf i söder) och det åttonde (Josefstadt i norr) bezirken. Neubau ligger i en sluttning som stiger från Wiens inre ringväg Ringstrasse vid Museumsquartier upp mot Wiens stadsbibliotek vid den yttre ringvägen Gürtel. Distriktet är i sin tur indelad i fem underdelar: Altlerchenfeld, Neubau, Sankt Ulrich, Schottenfeld och Spittelberg

## Historia
Neubau har fått sitt namn (tyska för nybygge) för den nya bebyggelse som konstruerades efter en brand 1693. Den östliga delen av Neubau Spittelberg var länge tillhälle för Wiens prostituerade, och senare konstnärer. Under senare år har stadsdelen populärt område och gradvis har hyrorna i området stigit. Det har dock lyckats bevara sin konstnärliga prägel.

## Personligheter
Bland kända personligheter som förknippas med Neubau hör musikern Johann Strauss d.y. och konstnären Gustav Klimt.